# Polskie Towarzystwo Teologiczne w Krakowie
Polskie Towarzystwo Teologiczne w Krakowie – polskie towarzystwo naukowe, którego celem jest „rozwój nauk kościelnych, zwłaszcza teologii i budzenie zainteresowania tymi dyscyplinami wśród ogółu społeczeństwa katolickiego”, założone w 1924.

## Historia
PTT zostało założone 23 lutego 1924 we Lwowie pod nazwą „Polskie Towarzystwo Teologiczne”, z inicjatywy profesorów Wydziału Teologicznego Uniwersytetu im. Jana Kazimierza, prowadziło działalność wydawniczą i odczytową, od 1924 przejęło wydawanie pisma Przegląd Teologiczny, od 1931 przemianowanego na Collectanea Theologica, posiadało oddziały w Poznaniu, Katowicach, Przemyślu, Tarnowie, Lublinie na Wydziale Teologii KUL (1924), Warszawie (1926), Wilnie (1927), Pelplinie, Płocku (1930), a następnie w Krakowie, Częstochowie, Kielcach, Łucku i Sandomierzu (do 1933). W 1928, 1933 i 1938 odbyły się trzy zjazdy ogólne członków PTT.
Po II wojnie światowej rozpoczęło działalność pod obecną nazwą, wydaje pismo „Ruch Biblijny i Liturgiczny”, do 1975 było wydawcą „Collectanea Theologica”, w latach 1969–1992 wydawało także „Analecta Cracoviensia”. W ramach towarzystwa działa 13 sekcji specjalistycznych (biblijna, filozoficzna, apologetyczno-religioznawcza, dogmatyczna, historyczna, teologii moralnej, homiletyczna, socjologiczno-pastoralna, liturgiczna, teologii życia wewnętrznego, misjologiczna, prawa kanonicznego, sztuki sakralnej), dwa studia (Studium Syndonologiczne, Zespół Heraldyki Kościelnej) i 7 oddziałów terenowych (w Częstochowie, Przemyślu, Katowicach, Kalwarii Zebrzydowskiej, Tuchowie, Tarnowie i Rzeszowie) oraz sekcja wydawnicza, w ramach której działa Wydawnictwo UNUM. W 1976 liczyło 1049, w 2003 520, w 2013 903 członków.

## Władze PTT

### Prezesi
- Kazimierz Wais (1924–1927)
- Szczepan Szydelski (1927–1939, 1945–1946)
- Władysław Wicher (1946–1956)
- Eugeniusz Florkowski (1956–1957)
- Kazimierz Kłósak (1957–1958)
- Hieronim Wyczawski (1959−1960)
- Władysław Smereka (1960-1962)
- Stanisław Grzybek (1962–1966)
- Władysław Smereka (1966–1973)
- Bolesław Przybyszewski (1973–1978)
- Jerzy Chmiel (1978–1987)
- Kazimierz Hoła (1987–1988)
- Jan Wal (1988–1990)
- Tomasz Jelonek (1990–1991)
- Jan Wal (1991–1996)
- Kazimierz Panuś (od 1996)

### Sekretarze generalni
- Aleksy Klawek (1924–1939)
- Władysław Smereka (1946–1948)
- Hieronim Wyczawski (1948–1957)
- Marian Lisowski (1957–1960)
- Józef Tischner (1961−1963)
- Franciszek Macharski (1963–1965)
- Kazimierz Waliczek (1965–1966)
- Tadeusz Pieronek (1966–1968)
- Zdzisław Wajzner (1968–1971)
- Jan Kowalski (1971–1976)
- Antoni Okrzesik (1976–1987)
- Kazimierz Moskała (1987–2014)[1]
- Romuald Kośla (2014–2020)
- Witold Ostafiński (od 2020)[2]